# Sole potasu

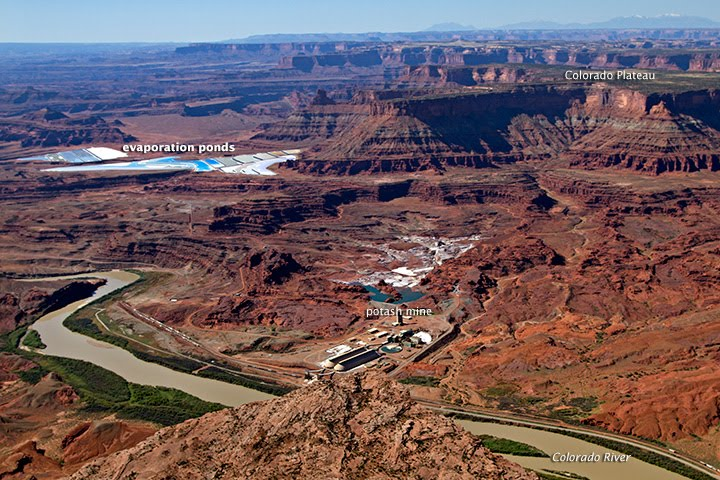
Kopalnia soli potasowych na Wyżynie Kolorado, USA, fot. 2011 r.

Sole potasu, sole potasowe – ogólna nazwa soli, w których występuje kation potasu. 
Niektóre nieorganiczne sole potasu występują w naturze w formie minerałów, np.:
- sylwin – chlorek potasu (KCl), jest głównym składnikiem skały znanej jako sól potasowa lub sylwinit
- karnalit – uwodniony chlorek potasu i magnezu (KMgCl3∙6H2O)
- nitrokalit (saletra potasowa) – azotan potasu (KNO
3)
- polihalit
- kizerytyt
- kainityt
- langbeinityt
- karnalityt
- sól twarda

Minerały te związane są m.in. z tzw. wysadami (słupami) solnymi wieku permskiego. W Polsce wydobywane na Kujawach, rozpowszechnione są też na całym Niżu Europejskim od Uralu po Niemcy (Solikamsk, Staßfurt).
Sole potasu są też powszechnie obecne w wodzie morskiej. Obecność jonów potasu jest niezbędna dla funkcjonowania układu nerwowego i utrzymywania właściwego ciśnienia krwi w organizmach zwierząt, gdzie występują one w formie soli organicznych.